# Матрицы Кравчука
Матрицы Кравчука — матрицы, элементами которых являются значения многочленов Кравчука в неотрицательных целых точках.
{\displaystyle K_{ij}^{(n)}=\Sigma _{k}(-1)^{k}{\binom {j}{k}}{\binom {n-j}{i-k}}}
Примеры нескольких первых матриц:
{\displaystyle K^{(0)}={\begin{bmatrix}1\end{bmatrix}}\qquad K^{(1)}=\left[{\begin{array}{rr}1&1\\1&-1\end{array}}\right]\qquad K^{(2)}=\left[{\begin{array}{rrr}1&1&1\\2&0&-2\\1&-1&1\end{array}}\right]\qquad K^{(3)}=\left[{\begin{array}{rrrr}1&1&1&1\\3&1&-1&-3\\3&-1&-1&3\\1&-1&1&-1\end{array}}\right]}
{\displaystyle K^{(4)}=\left[{\begin{array}{rrrrr}1&1&1&1&1\\4&2&0&-2&-4\\6&0&-2&0&6\\4&-2&0&2&-4\\1&-1&1&-1&1\end{array}}\right]\qquad K^{(5)}=\left[{\begin{array}{rrrrrr}1&1&1&1&1&1\\5&3&1&-1&-3&-5\\10&2&-2&-2&2&10\\10&-2&-2&2&2&-10\\5&-3&1&1&-3&5\\1&-1&1&-1&1&-1\end{array}}\right]}
{\displaystyle K^{(6)}=\left[{\begin{array}{rrrrrrr}1&1&1&1&1&1&1\\6&4&2&0&-2&-4&-6\\15&5&-1&-3&-1&5&15\\20&0&-4&0&4&0&-20\\15&-5&-1&3&-1&-5&15\\6&-4&2&0&-2&4&-6\\1&-1&1&-1&1&-1&1\end{array}}\right].}
В общем виде, для произвольного положительного n, элементы матрицы {\displaystyle K_{ij}^{(n)}} могут быть вычислены при помощи функции
{\displaystyle (1+v)^{n-j}\,(1-v)^{j}=\sum _{i}v^{i}K_{ij}^{(n)}}
где целые индексы i и j изменяются от 0 до n.